# فيكتور ديفيد برينر
فيكتور ديفيد برينر (بالإنجليزية: Victor David Brenner)‏ هو نحات أمريكي، ولد في 12 يونيو 1871 في شياولياي في ليتوانيا، وتوفي في 5 أبريل 1924 في نيويورك في الولايات المتحدة.